# Żukowice (gemeente)
De gemeente Żukowice is een landgemeente in het Poolse woiwodschap Neder-Silezië, in powiat Głogowski.
De zetel van de gemeente is in Żukowice.
Op 30 juni 2004 telde de gemeente 3505 inwoners.

## Oppervlakte gegevens
In 2002 bedroeg de totale oppervlakte van gemeente Żukowice 68,09 km², waarvan:
- agrarisch gebied: 81%
- bossen: 5%

De gemeente beslaat 15,37% van de totale oppervlakte van de powiat.

## Demografie
Stand op 30 juni 2004:
| Omschrijving                   | Totaal | Totaal | Vrouwen | Vrouwen | Mannen | Mannen |
| ------------------------------ | ------ | ------ | ------- | ------- | ------ | ------ |
| eenheid                        | aantal | %      | aantal  | %       | aantal | %      |
| inwoners                       | 3505   | 100    | 1705    | 48,6    | 1800   | 51,4   |
| bevolkingsdichtheid (inw./km²) | 51,5   | 51,5   | 25      | 25      | 26,4   | 26,4   |

In 2002 bedroeg het gemiddelde inkomen per inwoner 1777,45 zł.

## Wójtowie gminy
- Grażyna Rencz
- Leszek Kucharczyk (od 2006)

## Administratieve plaatsen (sołectwo)
Brzeg Głogowski, Bukwica, Czerna, Dankowice, Dobrzejowice, Domaniowice, Glinica, Kamiona, Kłoda, Kromolin, Nielubia, Słone, Szczepów, Zabłocie, Żukowice.
Zonder de status sołectwo : Góra Świętej Anny, .

## Aangrenzende gemeenten
Bytom Odrzański, Gaworzyce, Głogów, Jerzmanowa, Kotla, Siedlisko